# Tahmasp II
Tahmasp II (1704?–11 de febrero de 1740) fue uno de los últimos gobernantes de la Imperio safávida de Persia (Irán).

## Biografía
Tahmasp era el hijo del sultán Husayn, entonces shah de Irán. Cuándo Husayn se vio forzado a abdicar por los afganos en 1722, el príncipe Tahmasp deseó reclamar el trono. Tras el asedio de la capital, Isfahán, huyó a Tabriz donde estableció un gobierno. Obtuvo el apoyo de los musulmanes sunitas del Cáucaso (incluyendo los antiguos rebeldes lezguinos), así como de varias tribus Qizilbash (incluyendo los de precedencia afgana, bajo el dominio del futuro gobernante de Irán, Nader Shah).

### Guerra ruso-persa
En junio de 1722, Pedro el Grande, zar del vecino Imperio ruso, le declaró la guerra a Irán en un intento de ampliar la influencia rusa en las regiones del mar Caspio y en el Caucaso y para impedir que su rival, el Imperio otomano, se beneficiara de la anexión de nuevos territorios a expensas de la cada vez más decayente dinastía afsárida.
Tras la victoria rusa, Tahmasp se vio obligado a cederles los territorios del Cáucaso septentrional, la Transcaucasia y el actual norte de Irán continental, comprendiendo las ciudades de Derbent (sur de Daguestán) y Bakú y sus tierras circundantes cercanas, así como las provincias de Guilán, Shirvan, Mazandarán, y Gorgan por el Tratado de San Petersburgo (1723).
Tahmasp también ganó reconocimiento tanto por el Imperio otomano y el Imperio ruso, cada uno preocupado sobre el otro, ganando mucha influencia en Irán.
Durante 1729, Tahmasp mantuvo el control en gran parte de su reino. Inmediatamente después de su imprudente campaña otomana de 1731 durante la guerra turco-persa de 1730-1736, fue depuesto por el futuro Nader Shah en 1732 en favor de su hijo, Abbas III; ambos fueron asesinados en Sabzevar en 1740 por el hijo mayor de Nader Shah, Reza-qoli Mirza.